# 귀도 다레초

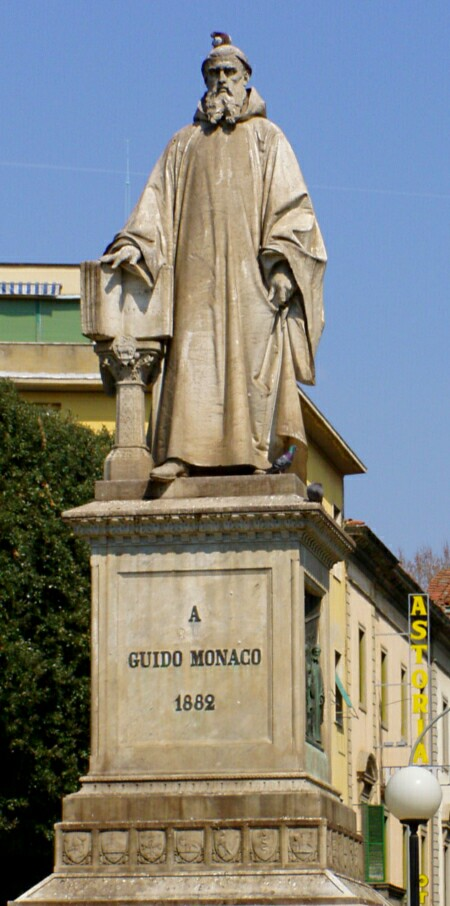
다레초 동상

귀도 다레초(귀도 다레초, Guido d'Arezzo, 992 ~ 1050) 또는 아레초의 귀도는 이탈리아의 음악이론가이다. 기존에 쓰였던 네우마 기보법을 대체하게 된 현대적인 기보법을 발명했으며, 계이름을 도입했다.

## 일생
1020년경 폰포자(페라라 근교)의 베네딕트회 성마리아수도원에 들어가 음악이론을 배우고, 오늘날의 5선보와 원리가 거의 같은 4선(四線)을 사용한 새로운 기보법을 고안하여 《그레고리오성가집》을 기초하였다.
1023년경 아레초 근교로 이주하여 그의 주저인 음악소론집 《미크롤로구스 Micrologus Guidonis de disciplina artis musicae》(1025∼1026)를 펴냈고, 1028년경 교황 요하네스 19세의 부름을 받아 로마로 갔다.
그후 《요한송가(頌歌)》에서 딴 6음(ut, re, mi, fa, sol, la)으로 솔미제이션(Solmization:階名唱法)을 고안하여 악보의 시창(視唱)을 쉽게 하였으며, 여러 음의 관계를 이해하기 위한 편법으로 '귀도의 손'을 창안하였다. 이렇듯 그는 음악이론에서 실천적·교육적 태도를 견지한 점에서 사변적(思辨的)인 방법에 치중한 중세 음악이론가들과는 다르며, 후세에 끼친 영향이 크다.
토스카나의 아레초 또는 그 근교 출신으로 베네딕도회의 수도사가 되었으나 후에 아레초의 주교좌대성당(主敎座大聖堂)에서 음악을 가르쳤으며, 로마 교황에게도 초대되어 음악 이론을 강의하였다. 말년에는 아레초 부근의 아베라나의 수도원장을 지냈다.

## 업적
귀도는 성 요한 찬가의 각 시구(詩句) 첫째 음이 헥사코드(6음 음계)의 음의 순으로 되어 있는 것을 이용하여 각개의 음절(우도, 레, 미, 파, 솔, 라)을 따서 계명창법(階名唱法)을 시작하였고, 또한 다른 헥사코드 사이의 바꾸어 읽기(變調)의 방법도 확립하여 계명창법과 변조의 이해를 쉽게 하기 위해 손바닥의 각 부분을 음이름으로 한 귀도의 손에 의한 교수법도 고안했다. 또 그때까지 사용되고 있던 바(F)음의 빨간 줄(赤線)과 다(C)음인 노란줄에 2줄의 까만 줄을 더하여 4선보표를 만들어 음고를 보다 정확하게 나타내려고 하였다. 한편 구이도는 그의 저작 <미크롤로구스>에서 2성(二聲) 오르가눔의 작곡법을 상술하였다.

### 미크롤로구스
1025년에서 1028년 사이에 씌어진 것으로 추정되는 〈미크롤로구스〉는 다성음악과 평성가 모두를 논의하고 있는 포괄적인 음악 이론서이다. 이 논서는 중세에 보에티우스의 논서 〈음악의 원리〉 다음으로 가장 많이 사보되고 읽혀졌던 지도서로서, 중세 동안 수도원에서 정규 교과서로 사용되었고, 13세기부터는 대학에서 교과서로 사용되었다.

### 계명창 발명
귀도 다레초는 여섯 개의 음절들 ut, re, mi, fa, sol, la에 근거한 계명창(Solmization)을 발명했으며,  새로운 기보체계, 즉 보표선의 도입으로 오늘날까지 사용되는 선과 칸을 통한 정확한 음높이 기보체계를 발전시켰다.
서양의 계명창법은 동방의 것으로부터 유래된 것이라는 설이 있으며, 특히 인도, 페르시아와 아랍 등지에서 서양의 것에 유사한 계명창법이 발견된다. 그러나 이 방법은 고대 그리스 인들도 이미 사용했던 것으로 보이며, 11세기에 재발견되었고, 이는 구이도의 공으로 돌려진다. 그의 계명창법에서 채택한 ut, re, mi, fa, sol, la 여섯 음절들의 유용성은 구이도가 그것들을 도입하기 이전에 이미 인식되었던 것이라는 증거들도 나타나지만, 실제적으로 그 여섯 음절들을 악보의 시창법에 처음으로 적용시킨 사람은 구이도이다.
〈안티포너리〉 제작 작업을 함께 했던 폼포사의 동료 수도사 미카엘에게 1030년에서 1032년 사이에 보낸 것으로 추정되는 편지에서, 구이도는 소년들에게 모르는 성가들을 빠른 시일 내에 습득해서 가르치는 데 자신이 사용했던 시창법을 다음과 같이 설명하고 있다.
이제까지 모르는 성가를 가르치는 데 가장 일반적인 방법은 모노코드로, 한 음씩 소리내어 그 음을 듣고 배우는 것이었다. 이것은 초보자에게나 좋은 유치한 방법일 뿐으로, 모르는 성가를 부를 때 다른 사람의 목소리나 어떤 악기의 소리에 의지해서 배우는 것은, 장님이 안내자 없이는 한 걸음도 나아갈 수 없는 것과 마찬가지다.
그러나 자신이 성 요한 축일을 위한 찬미가 ‘Ut queant laxis(너의 시종들이 마음껏)’로부터 유래된 음절들 ut, re, mi, fa, sol, la를 사용해서 새로운 선율들을 쉽게 읽을 수 있게 하는 방법을 발견했고, 이로써 합창단 소년들이 앞서 들어본 적도 없는 노래를 익히는 데 이전의 방식으로 배우는 경우 몇 주를 필요로 했던 것을 사흘 이내에 배울 수 있게 되었으며, 또한 이 방식을 사용해서 기보되지 않은 성가를 듣고 기보할 수도 있게 되었다고 했다. 여기에서 ‘쉽게 읽을 수 있는 방법’이란 현재 우리가 사용하고 있는 계명창을 일컫는다.